# Pleurisanthes artocarpis
Pleurisanthes artocarpis är en tvåhjärtbladig växtart som beskrevs av Henri Ernest Baillon. Pleurisanthes artocarpis ingår i släktet Pleurisanthes och familjen Icacinaceae. Inga underarter finns listade i Catalogue of Life.